# 派對門

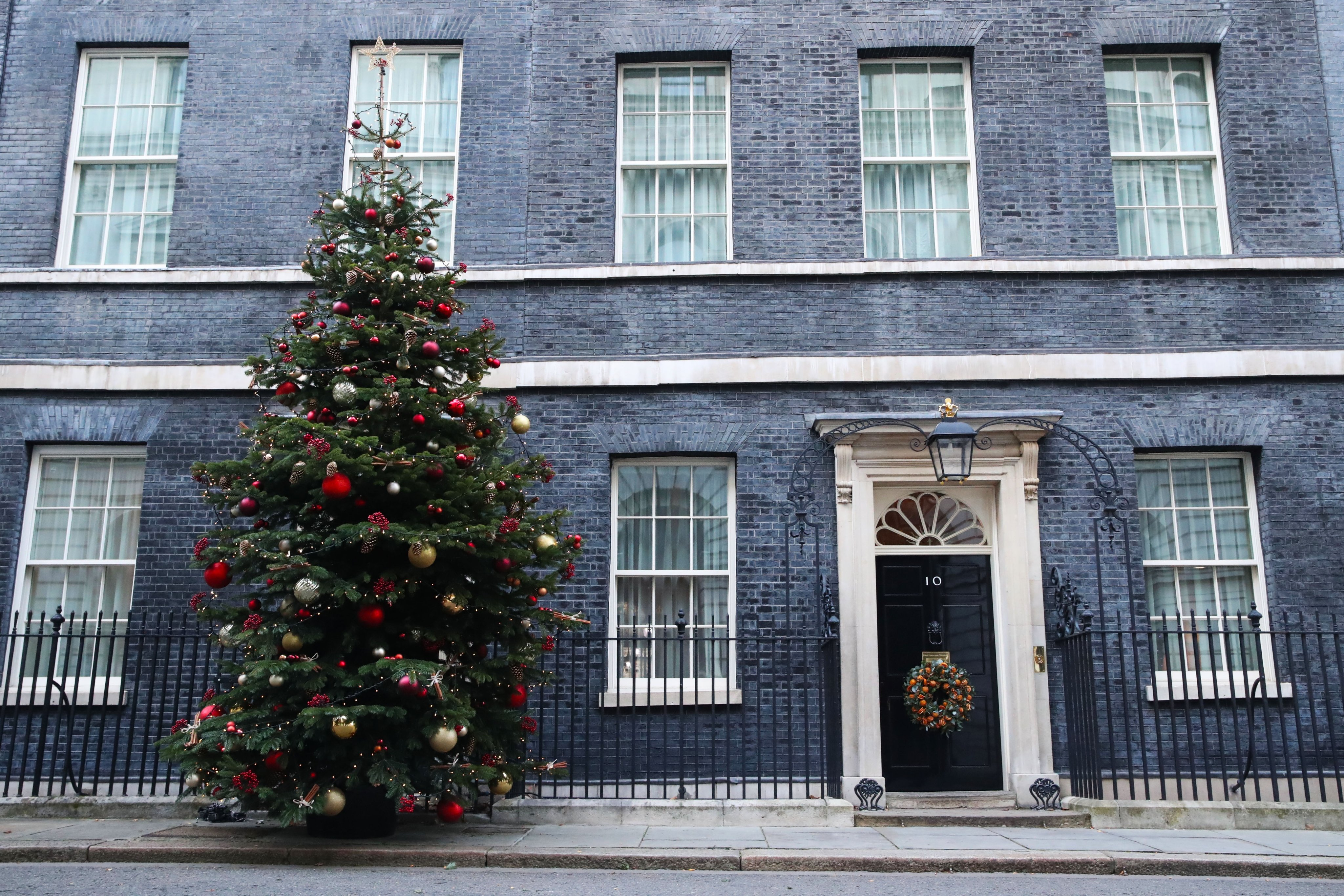
唐宁街，事件中派对和其他聚会的地点，亦是英國首相官邸，摄于2019年12月。

派對門（英語：Partygate）又稱聚會門，指2020年至2021年COVID-19大流行期间，英國政府與保守党官員舉行派对及其他聚会所造成的一项政治醜聞。当时英國的防疫政策導致絕大多數的聚會被禁止舉辦。虽然英國政府也爲防疫实施了數次封城政策，但其仍于唐寧街10號及其花园和其他政府大楼違反防疫規定舉辦集会。此事件于2021年11月下旬被首次报道，并引起了媒体的关注、社會的强烈反对和政治争议。2022年1月下旬，倫敦警察廳对英國政府舉辦的12次聚會进行了调查，其中首相鮑里斯·強森至少有出席3場聚會。
此次丑闻持续发酵，导致议员们发起不信任动议。尽管最后不信任案未获通过，鲍里斯·约翰逊依旧无法扛住压力宣布辞职。
2022年，议会下院特权委员会开始调查约翰逊是否就聚会门对议会撒谎。2023年3月，议会下院特权委员会宣布收到约翰逊交付的材料，在这些材料中他承认误导了议会、但否认蓄意为之。6月9日，约翰逊指控特权委员会在未能证明自己误导议会是故意为之的情況下企圖要采取行动将他逐出议会，於是他決定辞去议会下院议员职务。6月15日，议会下院特权委员会发布调查报告显示，约翰逊就聚会门有意误导议会。

## 外部鏈接
- 内閣秘書調查的職權範疇 （页面存档备份，存于），發表於2021年12月
- 調查最新進展 （页面存档备份，存于），發表於2022年1月